# 輝け甲子園の星
輝け甲子園の星（かがやけこうしえんのほし）は、ミライカナイが毎月発行している高校野球専門誌。
以前は日刊スポーツ新聞社の子会社、日刊スポーツ出版社が発行していた。
2017年5月号をもって休刊となっていたが、ミライカナイがクラウドファンディングで復刊させた。